# Itaperuna (flygplats)
Itaperuna är en flygplats i Brasilien.   Den ligger i kommunen Itaperuna och delstaten Rio de Janeiro, i den sydöstra delen av landet, 900 km sydost om huvudstaden Brasília. Itaperuna ligger 116 meter över havet.
Terrängen runt Itaperuna är platt norrut, men söderut är den kuperad. Närmaste större samhälle är Itaperuna, 2,7 km nordväst om Itaperuna. 
Omgivningarna runt Itaperuna är huvudsakligen savann. Runt Itaperuna är det ganska tätbefolkat, med 179 invånare per kvadratkilometer.